# Nikolai Astapkovich
Nikolai Astapkovich fue un deportista soviético que compitió en piragüismo en la modalidad de aguas tranquilas. Ganó ocho medallas en el Campeonato Mundial de Piragüismo entre los años 1974 y 1983.

## Palmarés internacional
| Campeonato Mundial | Campeonato Mundial        | Campeonato Mundial | Campeonato Mundial |
| Año                | Lugar                     | Medalla            | Competición        |
| ------------------ | ------------------------- | ------------------ | ------------------ |
| 1974               | Ciudad de México (México) | Medalla de plata   | K1 4 × 500 m       |
| 1974               | Ciudad de México (México) | Medalla de plata   | K4 1000 m          |
| 1975               | Belgrado (Yugoslavia)     | Medalla de oro     | K2 500 m           |
| 1977               | Sofía (Bulgaria)          | Medalla de plata   | K2 500 m           |
| 1979               | Duisburgo (RFA)           | Medalla de plata   | K2 10 000 m        |
| 1981               | Nottingham (Reino Unido)  | Medalla de oro     | K2 10 000 m        |
| 1982               | Belgrado (Yugoslavia)     | Medalla de bronce  | K1 10 000 m        |
| 1983               | Tampere (Finlandia)       | Medalla de oro     | K4 10 000 m        |